# Milanovo (distrikt i Bulgarien, Oblast Sofija)
Milanovo (bulgariska: Миланово) är ett distrikt i Bulgarien.   Det ligger i kommunen Obsjtina Svoge och regionen Sofijska oblast, i den västra delen av landet, 50 km norr om huvudstaden Sofia.
I omgivningarna runt Milanovo växer i huvudsak lövfällande lövskog. Runt Milanovo är det ganska glesbefolkat, med 28 invånare per kvadratkilometer.